# Карповский (Алтайский край)
Карповский — поселок в Тюменцевском районе Алтайского края. Административный центр и единственный населенный пункт Новокарповского сельсовета.

## История
Земли от Тюменцево до пруда Солоновка не были заселены вплоть до 1914 года, пока богатый шарчинский купец Григорий Филиппович Карпов не приглядел их для себя. Он выхлопотал их в собственность и начал заселять по своему усмотрению. В Шарчино у Г. Ф. Карпова был большой дом, он держал огромное хозяйство, имел магазин, в услужении были батраки, прислуга. В планах Григория Филипповича Карпова было построить на новом месте мельницу, да не получилось. Только и успел, что перевезти свою семью на новое место возле рощи, а после - умер.
Однако вслед уже потянулись переселенцы. Первыми стали два родственника Григория - Абросим и Абакум Ивановичи Карповы, которые построили ветряную мельницу (в дальнейшем была разрушена). Село назвали именно по их фамилии. К 1915 году селение уже приобрело заметные очертания. Постройки располагались возле небольшой рощицы, где сейчас расположен центр поселка Карповский.
В начале 1915 года была только одна улица Зеленорощенская. Её название связано с близким расположением с рощей. Постепенно население начало прибывать, строить дома, дворы и другие хозяйственные постройки, так появились еще улица Дубравная и переулок Дубравный.
К 1930 году люди начали заселять территорию за рощей, сделав через нее дорогу. Так, появились одна за другой улицы Центральная, Молодежная, Садовая и Северная.
Как и везде в двадцатые годы, беднейшие семьи в Карповском собирались в коммуны. И так же со временем коммуны распадались. До сих пор возле бора можно увидеть следы от построек тех лет.
Центр Карповского сельсовета Тюменцевского района Каменского округа Сибирского края. В 1928 году состоял из 93 хозяйств. В 1929 году с одной стороны рощи был создан колхоз «Путь Ильича», председателем избрали Терентия Дмитриевича Астафьева. Труд был тяжелым: сеяли из лукошка, сено метали вилами. На время полевых работ в селе оставались только ребятишки и совсем немощные старики. Остальные жили на полевых станах. 
В годы войны люди работали с раннего утра до поздней ночи. В каждом колхозе и совхозе, в каждой бригаде развернулось соревнование под девизом «Работать не только за себя, но и за ушедших на фронт». Несколько сотен человек в колхозах убирали хлеб серпами и крюками. Его надо было не только скосить, но и связать в снопы, составить в кучи. Затем заскирдовать, обмолоть, очистить и сдать на заготовительные пункты. За высокие показатели передовики соревнования были заселены на краевую доску Почета, награждены почетными грамотами и ценными подарками.
С раннего утра до поздней ночи круглый год женщин можно было видеть за рулем трактора, и штурвалом комбайна, на очистке и вывозке зерна государству, на заготовке кормов и подготовке ферм к зиме, за выращиванием скота. От усталости они с ног валились, а домой шли – и пели. С песнями выходили утром рано на работу и возвращались поздно ночью домой.
104 жителя Карповки воевали, 75 погибли.
В 1952 году Конезавод № 140 был присоединен к Конезаводу № 39, образовано третье отделение Конезавода №39, а в 1959 году сюда же влился колхоз «Путь Ильича».

## Население
Национальный состав поселка Карповского Тюменцевского района Алтайского края однороден - 98 % составляют русские.
| 1926 | 1997 | 1998 | 1999 | 2000 | 2001 | 2002 | 2003 | 2004 | 2005 | 2006 |
| ---- | ---- | ---- | ---- | ---- | ---- | ---- | ---- | ---- | ---- | ---- |
| 461  | ↗515 | ↘505 | ↗511 | ↘502 | ↗507 | ↗513 | ↗517 | ↘514 | ↘510 | ↘490 |
| 2007 | 2008 | 2009 | 2010 | 2011 | 2012 | 2013 | 2014 | 2015 | 2016 | 2017 |
| ↘470 | ↗475 | ↘470 | ↘406 | ↘402 | ↘397 | ↘387 | ↘366 | ↘352 | ↗356 | ↗357 |
| 2018 | 2019 | 2020 | 2021 |      |      |      |      |      |      |      |
| →357 | →357 | ↘345 | ↘338 |      |      |      |      |      |      |      |

## Инфраструктура
Значительная часть трудоспособного населения пос. Карповского в настоящий момент занята в сельскохозяйственном производстве. На территории поселка размещены ООО «Карповское» и фермерское хозяйство «Агро». Ещё два года назад кроме этих сельхозпредприятий полеводством занималось фермерское хозяйство «Нива», но, придя в упадок, прекратило свое существование. Производственная инфраструктура, созданная для деятельности ООО «Карповское» включает животноводческие помещения, машинотракторный двор и машинотракторную мастерскую, автогараж, механический ток.
Фермерское хозяйство «Агро» не занимается животноводством, но имеет аналогичные с ООО «Карповское» производственные объекты. Кроме того, на его территории размещена лесопилка.
Ко всем этим объектам подведены необходимые коммуникации производственной инфраструктуры: электрические сети, несколько трансформаторных будок, две водонапорные башни и водопровод. Правда одна из башен 8 лет назад вышла из строя и теперь находится в резерве, поэтому существует угроза временного отсутствия воды.
Социальная инфраструктура пос. Карповского слабо насыщена значимыми объектами. Одним из них является Сельский дом культуры, в котором расположена библиотека. В 2018 - 2019 годах был проведен капитальный ремонт здания СДК в рамках проекта поддержка местных инициатив.
Также в рамках реализации проекта местных инициатив «Предлагай - поддержим!» в 2020 году в поселке Карповском прошло оборудование детской игровой площадки. Игровая зона располагается на улице Центральной. Игровые модули, большие и маленькие качели, горки, песочница и лавочки украшают центр населенного пункта.
В поселке имеется магазин «Оксана», сельское отделение почтовой связи №658598, Карповский фельдшерско-акушерский пункт, являющийся филиалом краевого государственного бюджетного учреждения здравоохранения «Тюменцевская центральная районная больница» и Администрация Новокарповского сельсовета Тюменцевского района Алтайского края, образованная в 1992 году.

## Образование
В поселке Карповском имеется Муниципальное казенное общеобразовательное учреждение Карповская средняя общеобразовательная школа Тюменцевская района Алтайского края (МКОУ Карповская СОШ), основанное в 1931 году., располагавшееся изначально по адресу: улица Центральная, 2.
До 1937 года школа в Карповке была трехклассная, доучивались в Тюменцево. Потом приезжали новые учителя, и прибавлялось в год по классу. Так, к 39-му году была в селе уже семилетка. В каждом классе было до тридцати учеников, занимались в две смены.
1 сентября 1992 года Карповская СОШ открыла свои двери в новом построенном здании по адресу: улица Дубравная, 24, где изначально учащиеся обучались до 10 класса. Однако спустя четыре года школа перешла на 11-летнее образование, которое сохраняется по сей день. 
20 сентября 2016 года филиалом МКОУ Карповской СОШ становится Заводская основная общеобразовательная школа, а 15 февраля 2018 года — Березовская средняя общеобразовательная школа. При присоединении малокомплектных школ в качестве филиалов базовая школа (Карповская СОШ) обеспечивала их преподавание.

## Транспорт
Выезд на автодорогу регионального значения Алтайского края Шарчино – Тюменцево – Рыбное 01К-28.

## Известные люди
- Лапкин, Игнатий Тихонович (род. 1939) — православный российский миссионер, проповедник, исповедник, церковный писатель, поэт, мотивационный оратор и блогер, советский диссидент.